# Seely Manufacturing Company
Seely Manufacturing Company war ein US-amerikanischer Hersteller von Automobilen.

## Unternehmensgeschichte
D. N. Seely beschäftigte sich in seiner kleinen Werkstätte ursprünglich mit Röntgengeräten. 1899 begann sein Interesse für Automobile, die er reparierte. 1901 gründete er zusammen mit W. N. Murray das Unternehmen in Pittsburgh in Pennsylvania. Nun kam zusätzlich die Produktion von Automobilen dazu. Der Markenname lautete Seely. Der Schwerpunkt lag aber weiterhin bei Reparaturen. Außerdem wurden Fahrzeuge von Locomobile, Winton, Columbia, Oldsmobile und Long Distance vertrieben. 1902 kamen Panhard & Levassor, Gardner-Serpollet und Darracq dazu. Im gleichen Jahr endete die eigene Fahrzeugproduktion.
Im Sommer 1903 zog sich Seely zurück. Murray übernahm das Unternehmen und führte eine Reorganisation durch. Die neue Firmierung lautete Standard Automobile Company.

## Fahrzeuge
Ein Fahrzeug von 1901 hatte einen Ottomotor. Es war für den Eigenbedarf von Seely.
Ein weiteres Fahrzeug hatte einen Dampfmotor mit 8 PS Leistung. Der Aufbau war ein Surrey mit vier Sitzen. Käufer war Thomas Hartley.
Mindestens ein weiteres Fahrzeug entstand nach einem Kundenauftrag.